# Imbersago
Imbersago – miejscowość i gmina we Włoszech, w regionie Lombardia, w prowincji Lecco.
Według danych na rok 2004 gminę zamieszkiwało 1936 osób, 645,3 os./km².